# Paradise Garage

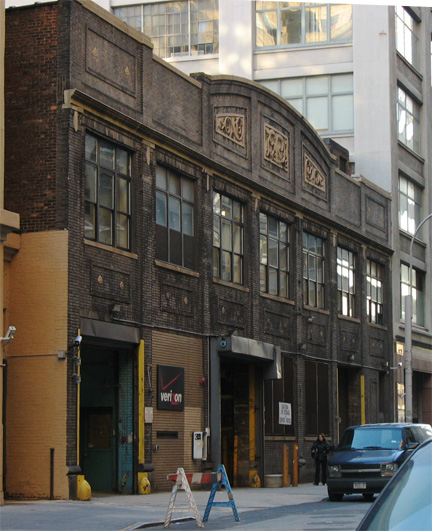
Die Paradise Garage

Die Paradise Garage war eine stilprägende Diskothek in New York City, die von 1976 bis 1987 bestand.
Gegründet von Michael Brody und Musiklabel-Chef Mel Cheren in einem ehemaligen Parkhaus in der 84, King Street, wurde der Club ein wichtiger Treffpunkt für die schwule schwarze Community. Es wurde grundsätzlich kein Alkohol ausgeschenkt. Dies ermöglichte (nach der Gesetzeslage) längere Öffnungszeiten bis weit in den nächsten Tag. Der Club verfügte über eine hochwertige Beschallungsanlage und sollte die Musik und das Tanzen in den Vordergrund stellen. Im Club etablierte sich ein Mix aus frühem House und Disco, dem später sogenannten Garage House, aufgeführt vom Resident-DJ Larry Levan. Auch viele Liveacts hatten hier Auftritte, darunter Gloria Gaynor, Patti LaBelle oder Grace Jones.
Nach Beendigung der Clubaktivität wurde das Gebäude wieder zu einer Garage, nun für den Fuhrpark der Firma Verizon Communications. Im April 2018 wurde das Gebäude abgerissen, an seiner Stelle wurde ein Hochhaus errichtet.